# Ledigos
Ledigos – gmina w Hiszpanii, w prowincji Palencia, w Kastylii i León, o powierzchni 28,3 km². 1 stycznia 2016 gmina liczyła 66 mieszkańców.